# Hagondange
Hagondange – miejscowość i gmina we Francji, w regionie Grand Est, w departamencie Mozela.
Według danych na rok 1990 gminę zamieszkiwały 8222 osoby, a gęstość zaludnienia wynosiła 1495 osób/km² (wśród 2335 gmin Lotaryngii Hagondange plasuje się na 45. miejscu pod względem liczby ludności, natomiast pod względem powierzchni na miejscu 966.).